# 1167
| 1167               |
| ------------------ |
| Dødsfald - Fødsler |
|                    |

| Gregoriansk kalender | 1167 MCLXVII            |
| Ab urbe condita      | 1920                    |
| Armensk kalender     | 616 ԹՎ ՈԺԶ              |
| Kinesiske kalender   | 3863 – 3864 丙戌 – 丁亥 |
| Etiopisk kalender    | 1159 – 1160             |
| Jødisk kalender      | 4927 – 4928             |
| Hindukalendere       |                         |
| - Vikram Samvat      | 1222 – 1223             |
| - Shaka Samvat       | 1089 – 1090             |
| - Kali Yuga          | 4268 – 4269             |
| Iransk kalender      | 545 – 546               |
| Islamisk kalender    | 562 – 563               |

Konge i Danmark: Valdemar den Store enekonge fra 1157-1182
Se også 1167 (tal)

## Begivenheder
- Absalon bygger den første borg i København

## Født
- Anders Sunesen født omkring dette år